# Сэндифорд, Ллойд Эрскин
Сэр Ллойд Эрскин Сэндифорд (англ. Lloyd Erskine Sandiford; 24 марта 1937, Барбадос — 26 июня 2023, Бриджтаун) — барбадосский политик. Премьер-министр Барбадоса с 1987 по 1994 год.

## Биография
Сандифорд родился на Барбадосе и получил образование в Кольридже и в колледже Харрисон(Барбадос) а также окончил Университет Вест-Индии в Ямайке, где он получил звание бакалавр искусств. Затем он учился в Великобритании в Манчестерском университете, получив звание магистра в области экономики и социальных исследований. Сандифорд вернулся на Барбадос, где он присоединился к Демократической рабочей партии (ДЛП). В 1967 году, через год после обретения независимости, он был выбран в Сенат Барбадоса. Сэндифорд участвовал в всеобщих выборах 1971 года, когда он победил на выборах и вошел в Палату Ассамблеи. ДЛП, во главе с Эрролом Бэрроу, сформировала правительство; Сэндифорд занимал различные должности в правительстве, включая пост министра образования. После поражения ДЛП на всеобщих выборах 1976 года Демократическая рабочая партия (БЛП) и сформировала оппозицию.
В 1986 году ДЛП снова на всеобщих выборах пришла к власти. Сэндифорд стал заместителем премьер-министра Бэрроу. В 1987 году Барроу умер преждевременно и Сэндифорд был назначен премьер-министром. Он привел ДЛП к победе в всеобщих выборах 1991 года. В 1994 году Сэндифорд после выдвинутых против него со стороны оппозиции обвинений, когда большинство членов его собственной партии проголосовали за его отставку. Сэндифорд проиграл всеобщих выборы 1994 года Оуэну Артуру. Он остался в парламенте до 1999 года и в последующее время работал преподавателем в Барбадосе в Community College, где он преподает экономику и политику стран Карибского бассейна.
В 2000 году Эрскину Сэндифорду была присуждена высшая награда в Барбадосе, орден Святого Андрея (Барбадос). В апреле 2008 года под руководством премьер-министра Дэвида Томпсона резолюция была доведена до Парламента Барбадоса, что здание в котором работал Ллойд Эрскин Сэндифорд теперь называется Шерборн Конференц-центр, который на самом деле был детищем Сэра Ллойда, и он должен быть переименован на Сэр Ллойд Эрскин Сандифорд Конференц-центр.
Скончался 26 июня 2023 года на 87-м году жизни.